# Адриансенс, Микки
Моник Анне Мария (Микки) Адриансенс (нидерл. Monique Anne Maria (Micky) Adriaansens; род. 1 марта 1964, Схидам, Южная Голландия) — нидерландский адвокат, политический и государственный деятель. Член Народной партии за свободу и демократию. Министр экономики и климатической политики Нидерландов с 10 января 2022 по 2 июля 2024 года. В прошлом — член Первой палаты Генеральных штатов Нидерландов (2019—2022).

## Биография
Родилась 1 марта 1964 года в Схидаме.
В 1976—1983 годах училась в муниципальной гимназии в Хилверсюме. В 1983—1988 годах изучала политику и управление в сфере здравоохранения в Университете имени Эразма Роттердамского, в 1984—1991 годах изучала национальное право в Университете имени Эразма Роттердамского. В 1995—1996 годах прошла последипломную специализацию в области несостоятельности (INSOLAD — Ассоциация практиков по вопросам несостоятельности Нидерландов) в Университете Неймегена.
В 1989—1990 годах — консультант в консалтинговой компании Europe Transfer Consultants в Роттердаме. В 1991—1999 годах — юрист и доверительный управляющий юридической фирмы AKD в Роттердаме. В 1999—2003 годах — старший консультант консалтинговой фирмы Twynstra Gudde в Амерсфорте. В 2003—2005 годах — директор организации по уходу на дому Amant в Амерсфорте. В 2005—2009 годах — директор Королевского голландского общества физиотерапии (KNGF). В 2009—2016 годах — председатель правления медицинского учреждения Triade в Флеволанде. С 2016 года по январь 2022 года — председатель правления консалтинговой компании Twynstra Gudde в Амерсфорте.
По результатам выборов 29 мая 2019 года, 11 июня стала членом фракции Народной партии за свободу и демократию в Первой палате Генеральных штатов Нидерландов. Была председателем Комитета по здравоохранению, благосостоянию и спорту.
10 января 2022 года назначена министром экономики и климатической политики Нидерландов в коалиционном четвёртом кабинете Рютте, сформированном по результатам парламентских выборов 2021 года.

## Личная жизнь
Замужем. Имеет двоих детей.